# Wapen van Deurne en Liessel

Wapen van Deurne en Liessel (1896)

Wapen van Deurne en Liessel (1817)

Het wapen van Deurne en Liessel werd op 16 juli 1817 bij besluit van de Hoge Raad van Adel aan de toenmalige Noord-Brabantse gemeente Deurne en Liessel bevestigd. Op 9 juni 1896 werd op verzoek van de gemeente een verbeterd wapen verleend. Op 1 juni 1926 ging de gemeente samen met Vlierden op in de nieuw opgerichte gemeente Deurne, waarmee het wapen kwam te vervallen. Het wapen van Deurne is van beide wapens van Deurne en Liessel afgeleid.

## Blazoenering
De blazoenering bij het eerste wapen uit 1817 luidt als volgt:
In azuur 4 leeuwen van goud, gescheiden door een streepkruis van hetzelfde. Het schild van achteren gehouden door de H. Willebrordus van goud.
Het wapen is verleend in de kleuren goud op blauw. Dit zijn de rijkskleuren. In het register stond oorspronkelijk slechts een tekening; de beschrijving is later toegevoegd. Sint Willibrord staat als schildhouder heraldisch links van het schild, dus voor de toeschouwer rechts.
De blazoenering bij het tweede wapen uit 1896 luidt als volgt:
Gevierendeeld; het eerste en vierde kwartier in sabel een leeuw van goud, getongd en genageld van keel, die van het eerste kwartier omgewend; het tweede en derde kwartier in zilver een dubbelstaartige leeuw van keel, gekroond en genageld van goud, die van het derde kwartier omgewend; over alles heen een hartschild van sabel, beladen met drie drielingbalken van goud en een schildhoofd van hetzelfde, beladen met drie St.Andrieskruisen van keel.
De heraldische kleuren in het wapen zijn sabel (zwart), goud (geel) en keel (rood).

## Geschiedenis
Deurne en Liessel waren twee afzonderlijke heerlijkheden totdat zij in 1810 werden samengevoegd tot een enkele gemeente. Het eerste wapen is afgeleid van een schependomszegel van de voormalige heerlijkheid Deurne uit 1409. Hierop is St. Willibrord afgebeeld, met zijn rechterhand rustend op het schild van de graven van Brabant en Limburg en aan zijn voeten het schild van het geslacht Van Doerne, dat tot 1606 de heerlijkheid bezat. Het gemeentewapen bestaat uit deze afbeelding, zonder het wapen van Van Doerne. De Limburgse leeuwen werden op het schild onjuist weergegeven, zonder kroon en dubbele staart. Omdat er bij aanvraag geen kleuren waren aangegeven, werd het wapen in rijkskleuren verleend.
De gemeente heeft bij de aanvraag van het tweede wapen de fouten in het eerste wapen gecorrigeerd. In 1895 wilde het gemeentebestuur een nieuw raadhuis laten bouwen met boven de ingang het wapen van de gemeente. Omdat er een verschil van mening was ontstaan over de kleuren heeft de burgemeester aan de rijksarchivaris in Noord-Brabant om bemiddeling gevraagd. De rijksarchivaris in Noord-Brabant stelde echter voor uitsluitend het wapen Van Doerne te voeren, of een gevierendeeld schild met de wapens van Brabant en Van Doerne in I en IV resp. II en III. De Helmondse historicus August Sassen kwam met het voorstel het wapen van Brabant te nemen met daaroverheen als hartschild het wapen Van Doerne. Laatstgenoemd ontwerp is uitgevoerd. De leeuwen zijn toegewend, dat wil zeggen, elkaar aankijkend afgebeeld. St. Willibrord verdween, maar keerde na opheffing van de gemeente terug in het wapen van de nieuwe gemeente Deurne.

## Verwante wapens

Wapen van de hertogen van Brabant en Limburg
Het wapen van Deurne

Aalburg
· Aalst
· Aarle-Rixtel
· Alem 
· Alem, Maren en Kessel
· Almkerk
· Alphen en Riel
· Andel
· Baardwijk
· Bakel en Milheeze
· Beek en Donk
· Beers
· Berghem
· Berkel-Enschot
· Berlicum
· Besoyen
· Beugen en Rijkevoort
· Bladel en Netersel
· Bokhoven
· Borkel en Schaft
· Boxmeer
· Budel
· Capelle
· Chaam
· Cromvoirt
· Cuijk
· Cuijk en Sint Agatha
· De Werken en Sleeuwijk
· Den Dungen
· Deurne en Liessel
· Dieden, Demen en Langel
· Diessen
· Dinteloord (en Prinsenland)
· Dinther
· Dommelen
· Drongelen, Haagoort, Gansoijen en Doeveren
· Drunen
· Duizel en Steensel
· Dussen
· Eersel
· Eethen
· Emmikhoven en Waardhuizen
· Empel en Meerwijk
· Engelen
· Erp
· Esch
· Escharen
· Fijnaart en Heijningen
· Gassel
· Geffen
· Geldrop
· Gemert
· Genderen
· Gestel en Blaarthem
· Giessen
· Ginneken en Bavel
· Grave
· 's Gravenmoer
· Haaren 
· Halsteren
· Haps
· Haren en Macharen
· Hedikhuizen
· Heesch
· Heeswijk
· Heeswijk-Dinther
· Heeze
· Helvoirt
· Herpt
· Hoeven
· Hooge en Lage Mierde
· Hooge en Lage Zwaluwe
· Hoogeloon, Hapert en Casteren
· Huijbergen
· Kessel
· Klundert
· Landerd
· Leende
· Liempde
· Lierop
· Lieshout
· Linden
· Lith
· Luyksgestel
· Maarheeze
· Maasdonk
· Maashees en Overloon
· Made en Drimmelen
· Maren
· Meeuwen
· Megen, Haren en Macharen
· Mierlo
· Mill en Sint Hubert
· Moergestel
· Nederwetten en Eckart
· Nieuw-Ginneken
· Nieuw-Vossemeer
· Nieuwkuijk
· Nistelrode
· Nuenen en Gerwen
· Nuland
· Oeffelt
· Oerle
· Oijen en Teeffelen
· Oost-, West- en Middelbeers
· Oploo, Sint Anthonis en Ledeacker
· Ossendrecht
· Oud en Nieuw Gastel
· Oudenbosch
· Oudheusden
· Princenhage
· Prinsenbeek
· Putte
· Raamsdonk
· Ravenstein
· Reek
· Reusel
· Riethoven
· Rijsbergen
· Rijswijk
· Roosendaal en Nispen
· Rosmalen
· Sambeek
· Schaijk
· Schijndel
· Sint Anthonis
· Sint-Michielsgestel
· Sint-Oedenrode
· Soerendonk, Sterksel en Gastel
· Sprang
· Sprang-Capelle
· Standdaarbuiten
· Stiphout
· Stratum
· Strijp
· Terheijden
· Teteringen
· Tongelre
· Uden
· Udenhout
· Veen
· Veghel
· Veldhoven en Meerveldhoven
· Velp
· Vessem, Wintelre en Knegsel
· Vierlingsbeek
· Vlierden
· Vlijmen
· Vrijhoeve-Capelle
· Wanroij
· Waspik
· Werkendam
· Westerhoven
· Wijk en Aalburg
· Willemstad
· Woensel (en Eckart)
· Woudrichem
· Wouw
· Zeeland
· Zesgehuchten
· Zevenbergen